# Friedebert Tuglas
Friedebert Tuglas (n. 2 martie 1886, Gubernia Livonia, Imperiul Rus – d. 15 aprilie 1971, Tallin, RSS Estonă, URSS) a fost un scriitor eston.

## Biografie

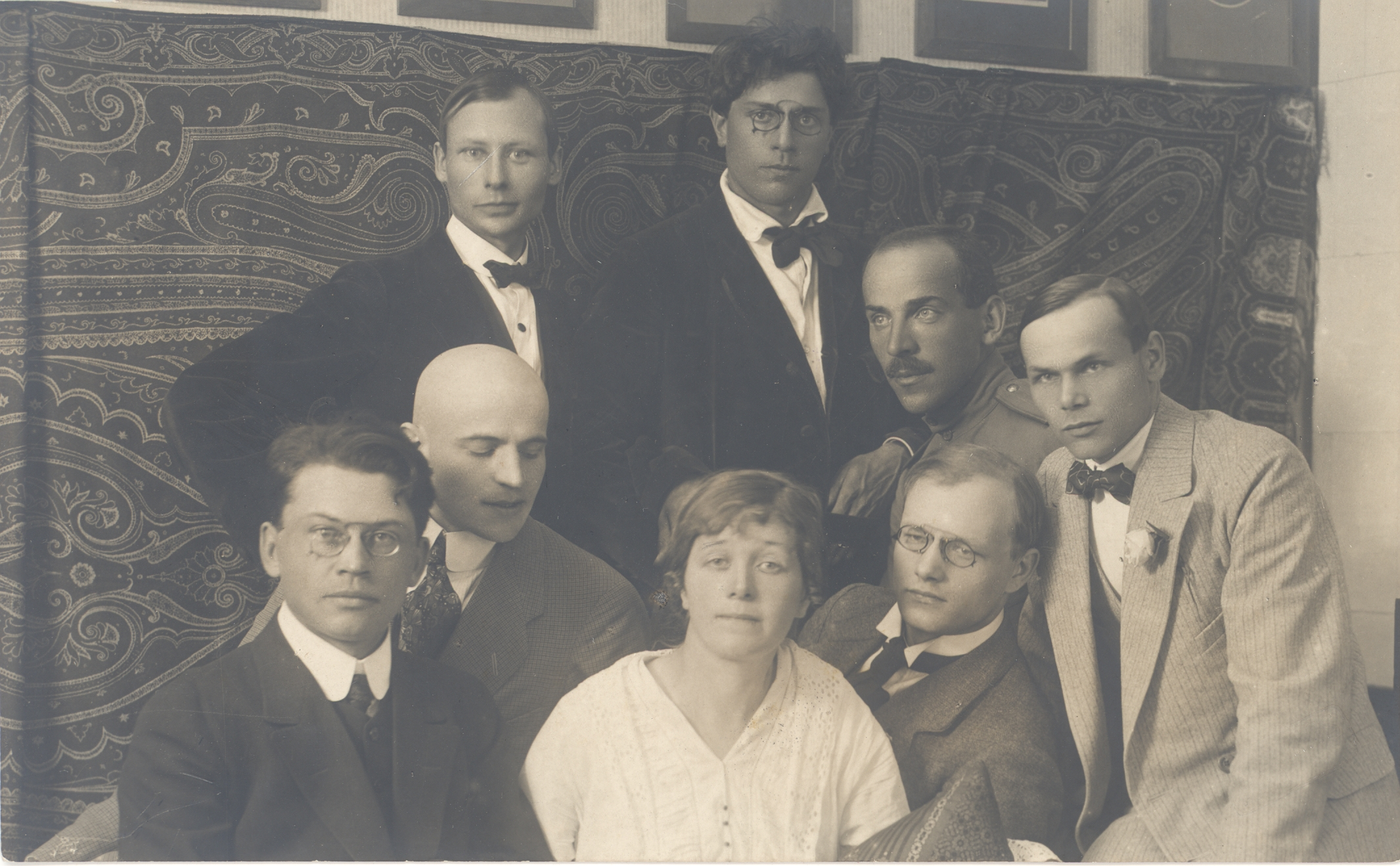
Membrii grupului Siuru, în spate: Peet Aren, Otto Krusten, primul rând: Friedebert Tuglas, Arthur Adson, Marie Under, August Gailit, Johannes Semper și Henrik Visnapuu.

## Lucrări scrise

### Romane
- Felix Ormusson 1915
- Väike Illimar 1937

### Alte lucrări
- Hingemaa 1906
- Kahekesi 1908
- Liivakell 1-2 1913
- Õhtu taevas 1913
- Saatus 1917
- Teekond Hispaania 1918
- Raskuse vaim 1920
- Hingede rändamine 1925
- Ado Grenzsteini lahkumine 1925
- Juhan Liiv 1927
- Teekond Põhja-Aafrika I-III 1928-30
- Eesti Kirjameeste Selts 1932
- Kriitika I-VIII 1935-36
- Viron kirjallisuuden historia 1939
- Noorusmälestused 1940
- Esimene välisreis 1945
- Mälestused 1960
- Marginaalia 1966
- Muutlik vikerkaar 1968
- Rahutu rada 1973
- Novelle ja miniatuure 1978
- Kogutud teosed (Opere complete) 1986- (15 vol.)
- Taevased ratsanikud 1986
- Popi ja Huhuu 1986
- Tuhat aastat 1986
- Kulttuurilugu kirjapeeglis: Johannes Aaviku & Friedebert Tuglase kirjavahetus 1990